# Raffa
Raffa (auch: Rafa) ist ein Dorf in der Landgemeinde Damagaram Takaya in Niger.

## Geographie
Das von einem traditionellen Ortsvorsteher (chef traditionnel) geleitete Dorf liegt rund 22 Kilometer östlich des Hauptorts Damagaram Takaya der gleichnamigen Landgemeinde und des gleichnamigen Departements Damagaram Takaya, das zur Region Zinder gehört. Zu den Siedlungen in der näheren Umgebung von Raffa zählen Chiouni im Nordwesten, Moa im Nordosten und Bougoum Haoussa im Südosten.
Etwa sieben Kilometer westlich von Raffa erstrecken sich die ringförmigen geologischen Formationen des Tchouni-Komplexes und des Zarnouski-Komplexes. Die Siedlung ist Teil der Übergangszone zwischen Sahara und Sahel. Die durchschnittliche jährliche Niederschlagsmenge beträgt hier zwischen 200 und 300 mm.

## Geschichte
Der alte Herrschaftssitz Raffa, ein Dorf von Jägern, war eine der wenigen Siedlungen in der Gegend, die versuchten dem Expansionsdrang von Ténimoun dan Sélimane, des von 1851 bis 1884 regierendes Sultans von Zinder, die Stirn zu bieten. Allerdings wurden Raffas Bogenschützen in die Flucht geschlagen und das Dorf dem Sultan unterworfen.
Bei einer Untersuchung im Jahr 1990 wurde beim Befall mit der Saugwürmer-Art Schistosoma haematobium unter den 10- bis 13-Jährigen im Ort eine Prävalenz von 92 Prozent festgestellt.

## Bevölkerung
Bei der Volkszählung 2012 hatte Raffa 2426 Einwohner, die in 416 Haushalten lebten. Bei der Volkszählung 2001 betrug die Einwohnerzahl 1855 in 358 Haushalten und bei der Volkszählung 1988 belief sich die Einwohnerzahl auf 1718 in 365 Haushalten.
Die Bevölkerungsdichte in diesem Gebiet ist mit 10 bis 20 Einwohnern je Quadratkilometer relativ gering.

## Wirtschaft und Infrastruktur
Die Siedlung liegt in einem Gebiet des Übergangs zwischen der Naturweidewirtschaft des Nordens und des Ackerbaus des Südens, was zu Landnutzungskonflikten führt. Die Niederschlagsmessstation in Raffa wurde 1981 in Betrieb genommen. Im Dorf wird ein Wochenmarkt abgehalten.
Mit einem Centre de Santé Intégré (CSI) ist ein Gesundheitszentrum vorhanden. Es verfügt über ein eigenes Labor und eine Entbindungsstation. Es gibt eine Schule im Dorf.
Durch Raffa führt die 187,5 Kilometer lange Nationalstraße 34 zwischen der Nationalstraße 11 und Gouré. Es handelt sich um eine einfache Erdstraße.